# Piotr Dahlig
Piotr Wincenty Dahlig (ur. 1953) – polski muzykolog, etnograf, profesor nauk humanistycznych (2015), profesor Uniwersytetu Warszawskiego (od 2002), kierownik Katedry Etnomuzykologii w Instytucie Muzykologii Uniwersytetu Warszawskiego.

## Życiorys
Ukończył studia w Instytucie Muzykologii UW (1972–1977). Od 1975 specjalizuje się w etnomuzykologii. Tematyka jego pracy magisterskiej (1977) obejmowała wąskozakresowe wątki muzyczne pogranicza polskiego południowo-wschodniego. Tematyka pracy doktorskiej (1983) dotyczyła zaś ludowej praktyki muzycznej w Polsce w perspektywie wypowiedzi wykonawców. W latach 1977–1983 był asystentem w Instytucie Muzykologii, a od 1983 w Instytucie Sztuki PAN (Zakład Historii Muzyki, Pracownia Folkloru). Wieloletni opiekun zbiorów fonograficznych w IS PAN (nagrania pieśni ludowych i melodii instrumentalnych od 1904), uzupełnia zbiory własnymi nagraniami i filmami terenowymi – ok. 20 000 nagrań pieśni i melodii instrumentalnych, rejestracje tańców, gry instrumentalistów, widowisk ludowych i teatrów wiejskich ze wszystkich regionów Polski i krajów ościennych. W 2000 uzyskał stopień dr. hab. na podstawie pracy: Tradycje muzyczne a ich przemiany. Między kulturą ludową, popularną i elitarną Polski międzywojennej. Od 2002 profesor nadzwyczajny na Wydziale Historycznym UW. Od 2003 jest kierownikiem Zakładu Etnomuzykologii Instytutu Muzykologii UW. Dr hab. Piotr Dahlig jest członkiem International Council for Traditional Music (UNESCO), Society for Music Education, Towarzystwa Naukowego Warszawskiego TNW, Polskiego Towarzystwa Etnochoreologicznego, Towarzystwa im. Fryderyka Chopina. Uczestniczył w kilkudziesięciu konferencjach międzynarodowych poświęconych etnicznym, ludowym, plemiennym kulturom muzycznym, instrumentom muzycznym, źródłom do historii muzyki itp. Prowadził wykłady na UW, w Akademii Muzycznej w Warszawie, na UMK w Toruniu z dziedziny kultur muzycznych i muzyki (etnicznej, ludowej) polskiej i narodów europejskich oraz teorii wychowania muzycznego. Jest jurorem wielu konkursów folklorystycznych w Polsce, m.in. Ogólnopolski Festiwal Kapel i Śpiewaków Ludowych w Kazimierzu Dolnym nad Wisłą.
W 2015 nagrodzony Nagrodą im. Oskara Kolberga W 2016 został nagrodzony Srebrnym Medalem „Zasłużony Kulturze Gloria Artis”.

## Prace

### Prace zwarte
1. Muzyka ludowa we współczesnym społeczeństwie, red. Magdalena Stokowska. Warszawa: Wydawnictwa Szkolne i Pedagogiczne 1987, ss. 128 stron. Teksty wybrane: Seweryn Udziela, Jan S. Bystroń, Karol Szymanowski, Jan Stęszewski, Anna Czekanowska, Marc Soriano, Zoltán Kodály (tłum.), Stephen Erdely (tłum.), Gerd Baumann (tłum.). Literatura s. 123-127. (Rec.: Alojzy Kopoczek. "Zwrot", miesięcznik społ.-kult. Polskiego Związku Kulturalno-Oświatowego. Czeski Cieszyn. 1988 nr 3, s. 54-56).
2. Ludowa praktyka muzyczna w komentarzach i opiniach wykonawców w Polsce, Warszawa: Wyd. Instytutu Sztuki PAN 1993, ss. 311 (Rec. Ewa Wytrążek, "Twórczość ludowa", 1994 nr 1-2, s. 85-86; Marlena Frąckowiak, "Yearbook for Traditional Music" 1998 vol. 30, s. 152-156).
3. Tradycje muzyczne a ich przemiany. Między kulturą ludową, popularną i elitarną Polski międzywojennej. Warszawa: Wyd. Instytutu Sztuki PAN 1998, ss. 709. (Rec. Anna Czekanowska, "Yearbook for Traditional Music", vol. XXXII, 2000, s. 205-206).
4. Muzyka Adwentu. Mazowiecko-podlaska tradycja gry na ligawce, Warszawa: Towarzystwo Naukowe Warszawskie, UW, IS PAN 2003, ss. 300.

### Redakcje
1. Instrumenty muzyczne w polskiej kulturze ludowej, Warszawa-Łódź 1990.
2. Pathways of ethnomusicology Anny Czekanowskiej, Warszawa 2000.
3. Traditional Musical Cultures in Central-Eastern Europe, trans. by John Comber, Warsaw 2009. http://sklep.nifc.pl/

### Artykuły i rozprawy
1. Kryteria wyboru repertuaru muzycznego w wychowaniu muzycznym w USA, w: "Informator Międzynarodowego Stowarzyszenia Wychowania Muzycznego” (International Society for Music Education, ISME), red. Magdalena Stokowska, Warszawa: Polska Sekcja ISME 1979, s. 36-41.
2. Problem związku ideałów wychowawczych i twórczości kompozytorskiej Zoltána Kodály'a, „Wychowanie Muzyczne w Szkole”. Dwumiesięcznik Ministerstwa Oświaty i Wychowania. Red. Ewa Hoffman-Lipska. Warszawa: Wydawnictwa Szkolne i Pedagogiczne. Rok XXIV, nr 3 (120) 1980, s. 123-126.
3. Liedmanuskripte von polnischen Volkssängerinnen und Sängern, w: „Musikethnologische Sammelbände”. Band 5. Historische Volksmusikforschung. Red. Alois Mauerhofer. Graz-Austria: Akademische Druck- u. Verlagsanstalt 1981, s. 27-32.
4. Ludowa praktyka muzyczna a wychowanie muzyczne w szkole, „Wychowanie Muzyczne w Szkole”. Red. Ewa Hoffman-Lipska. Warszawa: Wydawnictwa Szkolne i Pedagogiczne. Rok XXV, nr 2 (124) 1981, s. 80-87.
5. Tradycyjne uczenie się i nauczanie gry na instrumentach w środowisku wiejskim w Polsce."Kwartalnik Polskiej Sekcji ISME”. Międzynarodowe Stowarzyszenie Wychowania Muzycznego - International Society for Music Education, red. Zofia Peret-Ziemlańska. Warszawa: Polska Sekcja ISME. Nr 3 1983, s. 12-16.
6. Drums and Drumming in Folk Music in Poland, „Percussive Notes”. Research Edition. Publication of the Percussive Arts Society. Red. Stuart Smith. Urbana, Illinois, vol. 22, No. 3 1984, s. 68-76.
7. Das Hackbrett im Nordosten Polens, w: „Studia instrumentorum musicae popularis”, red. Ernst Emsheimer i Erich Stockmann. Stockholm: Musikmuseet. Vol. VIII 1985, s. 118-121.
8. Źródła do dziejów ligawki mazowiecko-podlaskiej, „Muzyka” 1985 nr 2 (117), s. 89-119.
9. Die Hirtentrompete Ligawka und das Adventsblasen in Polen, „Rheinisch- westfälische Zeitschrift für Volkskunde”, red. Martha Bringemeier, Günter Wiegelmann, H. L. Cox, Matthias Zender, Wolfgang Kleinschmidt, Gerda Schmitz. Bonn-Münster. 30/31 Jahrgang (1985/86). Heft 1-4, s. 125-149.
10. Ligawka mazowiecko-podlaska w świetle źródeł współczesnych, „Muzyka” 1987 nr 4 (127), s. 75-110.
11. Uwagi o znaczeniu zbiorów muzycznych Oskara Kolberga dla etnomuzykologii, „Biuletyn Radomskiego Towarzystwa Naukowego”, red. Wincenty Lotko, Katarzyna Janczewska-Sołomko, Radom: Radomskie Towarzystwo Naukowe 1987. T. XXIV W setną rocznicę śmierci Oskara Kolberga 1890-1990. Studia i Materiały. Zeszyt 1-4, s. 11-17.
12. Instrumenty muzyczne w monografiach regionalnych Oskara Kolberga, „Biuletyn Kwartalny Radomskiego Towarzystwa Naukowego”, op. cit., 1987, t. XXIV W setną rocznicę śmierci Oskara Kolberga 1890-1990. Studia i Materiały. Zeszyt 1-4, s. 29-72.
13. Instrumentarium muzyczne w dziełach etnograficznych Oskara Kolberga, „Muzyka” 1988 nr 3 (130), s. 71-98.
14. Trompeteninstrumente in Polen: Norm und Individualität in der Konstruktion, w: „Studia instrumentorum musicae popularis”, red. Ernst Emsheimer i Erich Stockmann. Stockholm: Musikhistoriska museet. Vol. IX 1989, s. 26-33.
15. O dokumentacji kultury tanecznej, „Biuletyn Polskiego Towarzystwa Etnochoreologicznego”, red. Grażyna Dąbrowska. Warszawa: Warszawski Ośrodek Kultury, 1989 nr 1, s. 26-28.
16. Cymbaliści w Polsce południowo-zachodniej, w: Instrumenty muzyczne w polskiej kulturze ludowej, red. Ludwik Bielawski, Piotr Dahlig, Alojzy Kopoczek. Warszawa-Łódź: Ludowy Instytut Muzyczny 1990, s. 55-60, 127-130, 172-173, 177-183.
17. Music Tradition in Individual Interpretation. A Case Study of Resettled Dulcimer Players in Poland, w: VII European Seminar in Ethnomusicology, red. Max Peter Baumann. Berlin 1990, s. 126-142.
18. Music and Traditional Tourism. On the Problem of Wandering Singers and Musicians, w: „Musikethnologische Sammelbände”. Band 12. W: Schladminger Gespräche zum Thema Musik und Tourismus. Herausgegeben von Wolfgang Suppan. Verlegt bei Hans Schneider. Tutzing 1991, s. 89-93.
19. Julian Pulikowski i akcja Biblioteki Narodowej zbierania folkloru muzycznego w latach 1935-1939, w: „Sprawozdania Wydziału Nauk o Sztuce”. Poznań: Poznańskie Towarzystwo Przyjaciół Nauk, Nr 109 za rok 1991, s. 189-191.
20. (z Edwardem Mojsakiem) Cymbały w Polsce, w: Edward Mojsak: Szkoła gry na cymbałach. Szczecin: Zamek Książąt Pomorskich 1991, s. 3-4.
21. Archiwum Fonograficzne im. Mariana Sobieskiego Instytutu Sztuki PAN, „Twórczość ludowa”, red. Józef Styk, Jan Adamowski, Alfred Gauda. Lublin: ZG Stowarzyszenia Twórców Ludowych. 1991 Rok VI, nr 3-4 (20) s. 80-83.
22. Instrumentale Ensembles in Westpolen, w: „Studia instrumentorum musicae popularis”, red. Erich Stockmann, Krister Malm. Stockholm: Musikmuseet 1992, Vol. X, s. 61-68.
23. Tańce i zabawy ze Strykowic Górnych. Próba wykorzystania zapisu wideofonicznego, „Biuletyn Polskiego Towarzystwa Etnochoreologicznego”, red. Grażyna Dąbrowska i Krystyna Lesień-Płachecka. Warszawa: Instytut Sztuki PAN. Nr 3 za r. 1991/1992, s. 16-23.
24. Oskar Kolberg w międzywojennej polskiej etnografii muzycznej, „Biuletyn Kwartalny Radomskiego Towarzystwa Naukowego”, red. Grażyna Kabza. Radom: Radomskie Towarzystwo Naukowe 1992, t. XXIX, zesz. 1-4: Kultura w Radomskiem, 130 rocznica Powstania Styczniowego, Sesja w Przysusze poświęcona Oskarowi Kolbergowi, s. 25-39.
25. Sostojanie izuczenja narodnych muzykalnych instrumentow w Polsze, w: Woprosy instrumento- wjedenia. Red. Ihor Macijewski. Sankt-Petersburg: Rossijskij Institut Istorii Iskusstw 1993, s. 42-47.
26. Muzyka w teatrze etnograficznym, w: Sejmiki Teatrów Wiejskich. Publikacja jubileuszowa z okazji X Sejmiku Teatrów Wsi Polskiej w Tarnogrodzie, red. Lech Śliwonik. Warszawa: Towarzystwo Kultury Teatralnej. Wydawnictwo KRĄG 1993, s. 61-67, 97-100.
27. Julian Pulikowski i Akcja Zbierania Folkloru Muzycznego w latach 1935-39, „Muzyka”1993 nr 3-4 (150-151) s. 119-156.
28. Das Hackbrett und Hackbrettspieler im Südosten Polens, w: Conferentia investigatorum musicae popularis Russiae Rubrae regionumque finitimarum 4, red. Bohdan Łukaniuk. Lwów: Wyższij Muzicznij Institut im. M. Łysenka 1993. T. IV, s. 52-60.
29. Do historii kultury muzycznej (Kresy Wschodnie II Rzeczypospolitej), „Twórczość ludowa”, red. Józef Styk, Jan Adamowski, Alfred Gauda Lublin: ZG Stowarzyszenia Twórców Ludowych. 1993. Rok VIII, nr 3-4 (24), s. 24-29.
30. Festiwal w Kazimierzu jako ćwiczenia z etnomuzykologii, "Biuletyn XXVIII Ogólnopolskiego Festiwalu Kapel i Śpiewaków Ludowych, Kazimierz Dolny nad Wisłą, 24-26 czerwca", red. Janina Biegalska, Anna Kistelska, Helena Weremczuk, Piotr Buraczyński, Wiesław Kaczkowski. Lublin: Oficyna Graficzna Wojewódzkiego Domu Kultury w Lublinie 1994, s. 7-13.
31. Etnyczne pograniczja w indiwydual'nich repertuarach, w: Conferentia investigatorum musicae popularis Russiae Rubrae regionumque finitimarum 5, red. Bohdan Łukaniuk. Lwów: Wyższij Muzicznij Institut im. M. Łysenka 1994. T. V, s. 69-70.
32. Współczesne funkcjonowanie tradycji muzycznych przesiedleńców polskich (przykład repatriantów z Bośni), „Twórczość ludowa”, op. cit. 1994. Rok IX, nr 1-2 (25), s. 36-39.
33. Ludowy zespół śpiewaczy z Przejęsławia (woj.jeleniogórskie), „Twórczość ludowa”, op. cit. 1994. Rok IX, nr 1-2 (25), s. 44-47.
34. Najstarsze źródło fonograficzne folkloru polskiego (1904), „Twórczość ludowa”, op. cit. 1994. Rok IX, nr 3-4 (26), s. 11-13.
35. Reemigrancka kapela z Ocic (woj. jeleniogórskie), „Twórczość ludowa”, op. cit. 1994. Rok IX, nr 3-4 (26), s. 25-29.
36. Badania nad ładkankami w Polsce, w: Conferentia investigatorum musicae popularis Russiae Rubrae regionumque finitimarum, red. Bohdan Łukaniuk. Lwów: Wyższij Muzicznij Institut im. M. Łysenka 1995. T. VI, s. 83-85.
37. Andrzej Bieńkowski jako etnograf muzyczny, w: Andrzej Bieńkowski. Świat obok nas. Obrazy i fotografie, Wydawnictwo wystawy w Muzeum im. Oskara Kolberga w Przysusze, czerwiec-sierpień 1995, s. 11-15.
38. The Ceremonial Bread Korowaj as an Impulse to Dance, w: Dance Ritual and Music. Proceedings of the 18th Symposium of the Study Group on Ethnochoreology, International Council for Traditional Music, August 9-18, 1994 in Skierniewice, Poland. Red. Grażyna Dąbrowska, Ludwik Bielawski. Warszawa: Polish Society for Ethnochoreology, Institute of Art, Polish Academy of Sciences 1995, s. 59-61.
39. Tradycje muzyczne repatriantów polskich z Bośni. Instrumenty i kapele, w: Oskar Kolberg. Prekursor antropologii kultury, red. Ludwik Bielawski, Katarzyna Dadak-Kozicka. Warszawa: Instytut Sztuki PAN, Akademia Muzyczna im. F. Chopina w Warszawie 1995, s. 129-145.
40. Drumming in Present Music Ensembles in Poland, w: Studia instrumentorum musicae popularis 11, red. Erich Stockmann, Andras Michel, Birgit Kjellström. Stockholm 1995, vol. XI, s. 72-77.
41. Do badań nad funkcjonowaniem muzycznych tradycji przesiedleńców. Przykład repatriantów z Bośni, w: Dziedzictwo europejskie a polska kultura muzyczna w dobie przemian. Studia pod red. Anny Czekanowskiej. Kraków: Musica Iagellonica 1995, s. 285-327.
42. Promocja etnicznych tradycji muzycznych w Polsce, w: Dziedzictwo europejskie a polska kultura muzyczna w dobie przemian, op. cit., s. 371-385.
43. Tadeusz Czwordon — muzyk, kolekcjoner, popularyzator i budowniczy instrumentów muzycznych w Wielkopolsce, w: „Wielkopolskie Zeszyty Folkloru”. Poznań: Wojewódzka Biblioteka Publiczna. Red. Zofia Płatkiewicz, Janusz Jaskulski, Zofia Kozłowiecka, Bogusław Linette, Jolanta Stzszyńska. 1995 Nr 2, s. 22-31.
44. Próba analizy wybranych melodii wąskiego zakresu w Polsce, w: Conferentia investigatorum musicae popularis Russiae Rubrae regionumque finitimarum 7, 8, red. Bohdan Łukaniuk. Lwów: Wyższij Muzicznij Institut im. M. Łysenka. T. VII 1996 s. 19-27, t. VIII 1997 s. 11-23.
45. Pierwszy zapis fonograficzny folkloru polskiego (1904), „Muzyka” 1997 nr 2 (165) s. 57-70.
46. Taniec ludowy i narodowy jako idea społeczna, „Biuletyn Polskiego Towarzystwa Etnochoreologicznego” 1997 nr 8 s. 49-56.
47. Obrzędowe pieczywo korowaj jako impuls tańca, w: Taniec i rytuał, red. Ludwik Bielawski, Grażyna Dąbrowska, Jerzy Gmurek. Warszawa: Polskie Towarzystwo Etnochoreologiczne 1997, s. 58-63.
48. Jadwiga Sobieska (1909-1995) - nestorka etnomuzykologii polskiej, „Twórczość ludowa”, op. cit. 1998 Rok XIII, nr 1 (38), s. 22-27, 36-37.
49. Z badań nad relacjami i związkami polsko-ukraińskimi w muzyce ludowej i kulturze muzycznej, „Warszawskie Zeszyty Ukrainoznawcze”, red. Stefan Kozak. Warszawa: Katedra Ukrainistyki Uniwersytetu Warszawskiego 1998. T. 6-7, s. 351-372.
50. Tradycje muzyczne w inscenizacjach obrzędów i zwyczajów na sejmikach w Tarnogrodzie, w: Sejmiki Teatrów Wiejskich. T. 2. Red. Lech Śliwonik, Warszawa-Lublin-Tarnogród: Towarzystwo Kultury Teatralnej i Oficyna Graficzna WDK w Lublinie 1998, s. 58-78.
51. Traditional Music in Contemporary Local Communities in Poland, „East European Meetings in Ethnomusicology”. Editor: Marin Marian-Bălaşa. Bucharest: Romanian Society for Ethnomusicology, vol. 5, 1998, s. 35-44.
52. Marian Sobieski (1908-1967), w: 50 lat Instytutu Muzykologii Uniwersytetu Warszawskiego, red. Iwona Januszkiewicz-Rębowska, Szymon Paczkowski, Irena Poniatowska. Warszawa: Wydawnictwa Uniwersytetu Warszawskiego 1998, s. 49-61.
53. Taniec ludowy i narodowy jako idea społeczna. Taniec jako sprawność ciała i ducha, „Biuletyn Polskiego Towarzystwa Etnochoreologicznego”, op. cit. Warszawa 1998: Nr 9 s. 19-26.
54. Taniec wśród Polonii, „Biuletyn Polskiego Towarzystwa Etnochoreologicznego”, op. cit. Warszawa 1998: Nr 9, s. 34-37.
55. Kołysanki polskie, „Guliwer”. Dwumiesięcznik o książce dla dziecka, red. Joanna Papuzińska. Warszawa: „Fundacja Książka dla dziecka” 1998 nr 5 (43) s. 8-10.
56. Z badań nad tradycjami muzycznymi na Ziemiach Zachodnich i Północnych. Cymbaliści z Kresów Wschodnich, „Lud”. Organ Polskiego Towarzystwa Ludoznawczego i Komitetu Nauk Etnologicznych, red. Zbigniew Jasiewicz, Poznań-Warszawa-Wrocław: PTL 1998. T. LXXXII za rok 1998, s. 133-155.
57. Cechy regionalne śpiewów pogrzebowych w Polsce, w: Folklorystyka na przełomie wieków, red. Daniel Kadłubiec. Cieszyn: Uniwersytet Śląski, Filia w Cieszynie, Stowarzyszenie PRO FILIA w Cieszynie 1999, s. 288-314.
58. Muzyczne tradycje regionalne i ludowe w Polskim Radiu (1926-1939), w: Folklorystyka na przełomie wieków, op. cit., s. 112-133.
59. The Basy in Peasant and Highlanders' Music in Poland, „Studia instrumentorum musicae popularis”. Vol. XII. Edited by Andreas Michel. Leipzig-Zwickau 1999, s. 95-100.
60. On the Continuity in Ethnomusicology, w: Anna Czekanowska: Pathways of Ethnomusicology, red. Piotr Dahlig. Warszawa: Instytut Muzykologii, Towarzystwo Naukowe Warszawskie 1999, s. 323-328.
61. Pomorze Zachodnie jako region etnomuzyczny, „Muzyka”1999 nr 2 (173), s. 85-100.
62. On the Phenomenon of Musical Bilinguilism, w: Glazba, folklor i kultura. Svečani zbornik za Jerka Bezića. Music, Folklore and Culture. Essays in Honour of Jerko Bezić. Edited by Naila Ceribašić, Grozdana Marošević. Zagreb: Institute of Ethnology and Folklore Research, Croatian Musicological Society 1999, s. 353-359.
63. Etnochoreologia polska w okresie międzywojennym i wersja angielska: Polish Ethnochoreology in the Interwar Period, „Biuletyn Polskiego Towarzystwa Etnochoreologicznego”, op.cit. 1999, Warszawa: Nr 10, s. 56-69 i 179-189.
64. Reconstruction and invention at the adaptation of traditional folk instruments in Poland, w: Tradicionnyje muzykalnyje instrumenty w sowremennoj kulture, red. hor Macijewski. Sankt Petersburg: Rossijskij Institut Istorii Iskusstw 1999, s. 66-67.
65. Zbiory Fonograficzne Instytutu Sztuki PAN, „Twórczość ludowa”, op. cit. 1999. Nr 3-4 (43), s. 29-33.
66. (z Krystyną Lesień-Płachecką) Zbiory Fonograficzne, w: Instytut Sztuki Polskiej Akademii Nauk 1949-1999, red. Edward Krasiński, Jolanta Czubek-Olejniczak, Warszawa: wyd. IS PAN 2000, s. 244-248.
67. Odległe rodowody Festiwalu Kapel i Śpiewaków w Kazimierzu, "Biuletyn XXXIV Ogólnopolskiego Festiwalu Kapel i Śpiewaków Ludowych. Kazimierz Dolny nad Wisłą, 16-18 czerwca 2000". Red. Anna Kistelska, Janina Biegalska, Helena Weremczuk, Małgorzata Sobiechart, Wiesław Kaczkowski. Lublin: Oficyna Wyd. Wojewódzkiego Domu Kultury 2000, s. 7-34.
68. Między fonografem a muzyką folkową (rozmowa z Beatą Wilgosiewicz-Wojtkowską). „Czas kultury”, red. Grzegorz Luterek. Poznań 2000. Nr 4 - Folklor, folk nowa tradycja? - monografia polskiego folku, cz. II, s. 32-41.
69. The Baltic Sea as a Component of Musical Regionalism in Poland, w: „Tiltai. Bridges. Brücken”. Red. Stasys Vaitek_nas, Rimantas Sliužinskas. Wyd. Klaipėdos universitetas, Kłajpeda 2000. No. 3 (12) s. 13-17.
70. Muzyczne i teatralne swoistości regionów Polski, w: Kultura wobec kręgów tożsamości. Kongres Kultury Polskiej 2000. Materiały konferencji przedkongresowej Poznań 19-21 października 2000, red. Teresa Kostyrko, Tadeusz Zgółka. Poznań-Wrocław: wyd. Silesia 2000, s. 34-42.
71. Wczesna etnomuzykologia polska w świetle korespondencji, w: Muzykologia u progu trzeciego tysiąclecia. Teoria i praktyka. XXIX Ogólnopolska Konferencja Muzykologiczna Związku Kompozytorów Polskich 14-15 kwietnia 2000, red. L. Bielawski, J. Katarzyna Dadak-Kozicka, Agnieszka Leszczyńska. Warszawa: Akademia Muzyczna im. F. Chopina, Instytut Sztuki PAN 2000, s. 155-174.
72. On Continuity in Ethnomusicology in Poland, w: „Trans”. Transcultural Music Review. Editor: Ramon Pelinski. Barcelona 2000, vol. 5, s. 9-13.
73. Międzywojenne nagrania dudziarzy wielkopolskich, w: „Duda i Kozieł”, red. Janusz Jaskulski, Muzeum Instrumentów Muzycznych w Poznaniu, Stowarzyszenie Muzyków Ludowych w Zbąszyniu 2001, nr 4-5, s. 7-8.
74. Uwagi o regionalizmie muzycznym w szkolnictwie polskim okresu międzywojennego, „Wychowanie Muzyczne w Szkole”. Dwumiesięcznik dla nauczycieli, red. Andrzej Białkowski, Lublin 2001, s. 215-230.
75. Wątki muzyczne w piśmiennictwie wczesnochrześcijańskim, w: Muzykologia wobec przemian kultury i cywilizacji. XXX Ogólnopolska Konferencja Muzykologiczna ZKP Łódź, 20-21 IV 2001 Warszawa IS PAN 2001, red. Ludwik Bielawski, J. Katarzyna Dadak-Kozicka, Agnieszka Leszczyńska, s. 118-141.
76. Regionalizm w kulturze muzycznej i teatralnej, „Czas Kultury”, Poznań 2001, red. Marek Wasilewski, nr 5/6 (z podtytułem tradycja muzyczna a folk), s. 193-201.
77. „Jest drabina do nieba” Pieśni Pogrzebowe, „Wędrowiec”, Kwartalnik Stowarzyszenia „Dom Tańca” red. Remigiusz Hanaj, 2002 nr 3 s. 30-40.
78. The Early Field Recordings in Poland (1904-1939) and Their Relations to the Phonogram Archives in Vienna and Berlin, w: Music Archiving in the World, Papers presented at the Conference on the Occasion of the 100th Anniversary of the Berlin Phonogramm-Archiv 2002. Edited by Gabriele Berlin and Artur Simon, s. 205-218.
79. Dudy wracają do mody (w Wielkopolsce lat trzydziestych), „Duda i Kozieł”, op. cit. t. VI, Poznań 2002, s. 9-24.
80. Tradycje muzyki ludowej na Mazowszu, red Marian Sołtysiak, Andrzej Stawarz, Warszawa: Ludowa Spółdzielnia Wydawnicza 2002, s. 23-38.
81. Szkic o dziejach teatru wiejskiego, w: Teatr z własnego życia, pamięci, emocji... Publikacja jubileuszowa z okazji XX Ogólnopolskiego Sejmiku Teatrów Wsi Polskiej w Tarnogrodzie. Pod redakcją Lecha Śliwonika. Warszawa-Tarnogród 2003, s. 11-15.
82. Muzyka ludowa a twórczość kompozytorów, „Gadki z chatki” 2003 nr 2-3 (45-46), s. 8-11.
83. Spisz jako wspólnota kultur muzycznych, w: Europejski repertuar muzyczny na ziemiach Polski, red. Elżbieta Wojnowska, współpraca: Ludwik Bielawski, J. Katarzyna Dadak-Kozicka, Warszawa: Związek Kompozytorów Polskich, Biblioteka Narodowa 2003, s. 239-252.
84. Stanisław Brzozowy (1901-1983) jako klasyk wśród śpiewaków ludowych, „Przegląd Muzykologiczny” nr 3 (2003), s. 4-22.
85. Pogranicza kulturowe, migracje i mniejszości narodowe w etnomuzykologii polskiej, w: Ukrainica Polonica, t. 1, red. J. Tereszczenko, G. Strońskij, I. Sipczenko, Uniwersytet w Kijowie, Kijów-Zytomierz 2004, s. 294-311
86. Tarnogrodzka pamiątka teatru, w: Skarby zanikającego piękna, red. L. Sliwonik, Towarzystwo Kultury Teatralnej, Tarnogród-Warszawa 2004, s. 39-42
87. Kolekcjonerstwo instrumentów jako utrwalanie obrazu kultury muzycznej, w: 30 lat Muzeum Ludowych Instrumentów Muzycznych w Szydłowcu, red. M. Maćkowska, Muzeum Ludowych Instrumentów Muzycznych, Szydłowiec 2005, s. 55-64.
88. Lament - między przeżywaniem a teatralizacją, w: Polskość – europejskość – uniwersalizm muzyki, red. K. Dadak-Kozicka i in., Sekcja Muzykologów Związku Kompozytorów Polskich, Warszawa 2005, s. 133-143 [= Polski Rocznik Muzykologiczny 4]
89. Kraje wyszehradzkie jako muzyczne naczynia połączone, „Gadki z Chatki”. Czasopismo folkowe, red. Agnieszka Kościuk, UMCS, Lublin 2005, nr 58, s. 6-9.
90. Przyśpiewka i miniatura instrumentalna. Uwagi gatunkowe, „Polski Rocznik Muzykologiczny”, t. V (2006), s. 189-199.
91. Ludowa praktyka muzyczna a wychowanie muzyczne w szkole, w: Edukacja muzyczna. Tożsamość i praktyka, red. Andrzej Białkowski, Wydawnictwo Uniwersytetu Marii Curie-Skłodowskiej, Lublin 2006, s. 89-98.
92. Cykliczność Mazurków op. 50 Karola Szymanowskiego, w: Karol Szymanowski w perspektywie kultury muzycznej przeszłości i współczesności, red. Zbigniew Skowron, Musica Iagellonica, Instytut Muzykologii UW, Kraków-Warszawa 2007, s. 135-149.
93. Die Phonogrammsammlungen des Instytut Sztuki Polskiej Akademii Nauk in Warschau – Ein Archiv folkloristischer Praxis, w: Musik-Sammlungen – Speicher interkultureller Prozesse, red. Erik Fischer, Annelie Kürsten, Sarah Brasack und Verena Ludorff, Franz Steiner Verlag, Stuttgart 2007, s. 494-522.
94. Ethnographische Untersuchungen im Kontext polnisch-deutscher Musikbeziehungen, w: Musik-Sammlungen – Speicher interkultureller Prozesse, red. Erik Fischer, Annelie Kürsten, Sarah Brasack und Verena Ludorff, Franz Steiner Verlag, Stuttgart 2007, s. 523-535.
95. Śpiewacy wędrowni, lirnicy i ich repertuar jako odwzorowanie świata, w: „Muzyka religijna – między epokami i kulturami”, t. III, red. Krystyna Turek, Bogumiła Mika, Uniwersytet Śląski, Katowice 2007, s. 13-21.
96. On Attempts at Interpreting Chopin’s Mazurkas from an Ethnomusicological Perspective, w: Fryderyk Chopin in Paris: The 1830s., red. Mieczysław Tomaszewski, Artur Szklener, Musica Iagellonica, Kraków 2007, s. 105-117.